# San Polo (sestiere di Venezia)
San Polo è un sestiere di Venezia. Il sestiere prende il nome da campo San Polo, il più grande di Venezia dopo piazza San Marco, e dall'omonima chiesa. Il sestiere invece è quello di minor estensione e il più ricco di botteghe artigiane e piccole osterie tipiche veneziane, i bàcari.

## Geografia
Il sestiere di San Polo confina a nord e ad ovest con quello di Santa Croce, avendo come linea di demarcazione il rio di San Stae, il rio Marin, e la seconda parte del rio della Frescada, fino a tutta la parrocchia di San Pantalon. Il sestiere di San Polo confina a sud anche con Dorsoduro, mentre per il restante perimetro è circondato dal Canal Grande. La zona storicamente più importante è Rialto, antico centro dei commerci e delle amministrazioni, collegata tramite il Ponte di Rialto al sestiere di San Marco.

## Storia
La zona coperta dagli attuali sestieri di San Polo e Santa Croce all'inizio della storia di Venezia costituiva un'unica grande area chiamata Luprio. In questa area la Serenissima aveva le sue saline. L'attuale sestiere prende il nome dalla sua chiesa più importante, la chiesa di San Paolo Apostolo, San Polo per i veneziani.
Qui, nei pressi della chiesa di San Silvestro, era fino al 1451 la sede veneziana del patriarca di Grado.

## Monumenti e chiese

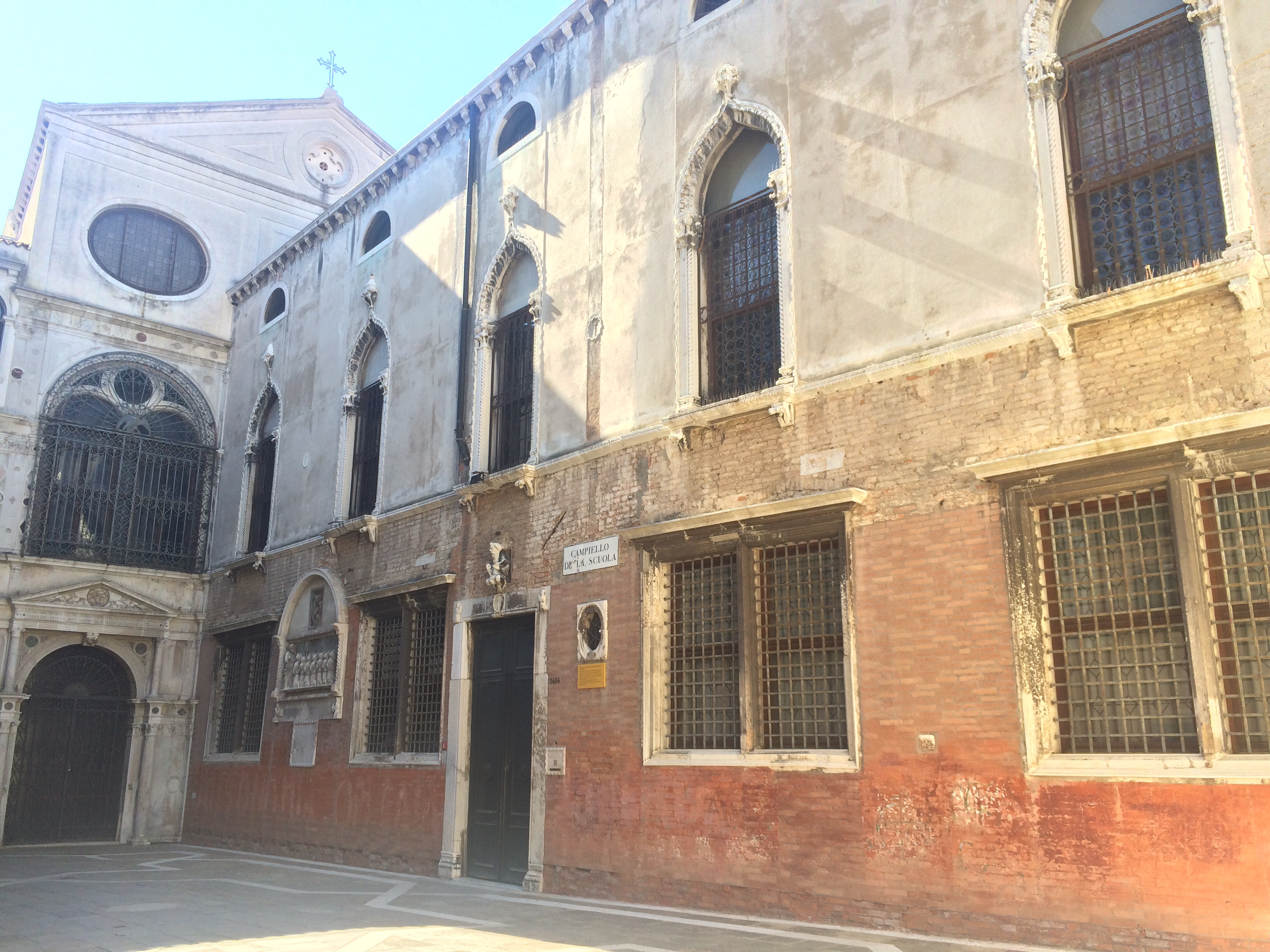
Scuola Grande di San Giovanni Evangelista

Senz'altro di maggiore rilievo storico in quest'area la zona di Rialto, con il suo ponte, il tipico mercato di pesce e verdura e la chiesa di San Giacomo di Rialto, tradizionalmente considerata la più antica di Venezia. La prima costruzione di questa chiesa infatti pare risalga addirittura al VI secolo, prima ancora cioè che si costituisse il nucleo cittadino vero e proprio. Di grande rilievo architettonico e di alta importanza artistica sono anche la basilica di Santa Maria Gloriosa dei Frari e la chiesa di San Rocco. Sono presenti anche due Scuole Grandi, la Scuola Grande di San Rocco, tuttora aperta, e la Scuola Grande di San Giovanni Evangelista, con la chiesa annessa.

## Turismo e servizi
Il sestiere San Polo è quello caratterizzato dalla più alta concentrazione di botteghe osterie: soprattutto bàcari tipici veneziani. Bagnato dal Canal Grande il sestiere è servito dalla linea 1 del sistema pubblico Actv attraverso i pontili di Rialto Mercato e di San Silvestro. Anche la linea 2 raggiunge San Polo con il pontile San Tomà. La fermata più usata per raggiungere la zona più turistica del quartiere è quello di Rialto, situata sull'altro lato del Canal Grande nel sestiere San Marco.